# Soldiers of Anarchy
Soldiers of Anarchy (titolo utilizzato come provvisorio "Natural Resistance") è un videogioco di strategia in tempo reale o meglio di tattica in tempo reale RTT ("Real Time Tactics") con alcuni aspetti dei GdR-RPG (Gioco di Ruolo-"Role Playing Game") (del tutto in 3D), ambientato durante un'immaginaria prossima guerra in un ipotetico vicino futuro, sviluppato da "Silver Style Entertainment" e distribuito nell'anno 2002.

## Modalità di gioco
Ci sono due campagne (per un totale di circa 20 missioni in sequenza non lineare) per il gioco in singolo, relative a due fazioni: "Claws" e "TFR"; sono presenti anche delle lezioni per imparare le cose importanti sul videogioco ("tutorial").
Inoltre compreso nell'applicazione ("built-in") si ha un completo editor di mappe e scenari (con "scripting" e con la possibilità di fare filmati con il motore grafico); questi sono poi utilizzabili solo per il gioco in gruppo su LAN o su Internet.